# Kasimirischer Vertrag
Der Kasimirische Vertrag war ein 1521 unter Vermittlung von Markgraf Kasimir von Brandenburg-Kulmbach in Worms geschlossener Vertrag zwischen dem  Grafen von Henneberg-Schleusingen und dem Landgrafen  von Hessen.
Der Vertrag regelte in der Hauptsache den Übergang der Herrschaft Schmalkalden in den Alleinbesitz des überlebenden Herrscherhauses bei kinderlosem Ableben des anderen. Dieser Fall trat mit dem Tod des Grafen Georg Ernst von Henneberg-Schleusingen im Jahr 1583 ein, wodurch die Herrschaft Schmalkalden in hessischen Alleinbesitz überging.

## Geschichte

### Hintergrund
Nach dem Tod des Grafen Heinrich VIII., Sohn des Grafen Berthold VII., im Jahre 1347 kam es im Haus Henneberg-Schleusingen zu einer Erbteilung zwischen Heinrichs Witwe Jutta von Brandenburg und seinem Bruder Johann I. von Henneberg-Schleusingen, bei der die Fürstwitwe u. a. die Herrschaft Schmalkalden (mit Stadt und Amt Schmalkalden und der Zent Brotterode), die Vogtei Herrenbreitungen, die halbe Festung Scharfenburg und die halbe Zent Benshausen erhielt. Bei einer zweiten Erbteilung unter den drei Töchtern von Heinrich VIII. und Jutta von Brandenburg kamen diese Gebiete im Jahr 1353 an Sophie von Henneberg († 1372) und ihren Mann, den Nürnberger Burggrafen Albrecht († 1361). Der Rückerwerb der an den Burggrafen Albrecht gekommenen Gebiete durch Elisabeth von Henneberg-Schleusingen geb. von Leuchtenberg († 1361), der Witwe des Grafen Johann I. von Henneberg-Schleusingen, konnte im Jahre 1360 nur gelingen, weil sich Johanns Vetter mütterlicherseits, Landgraf Heinrich II. von Hessen († 1376) zur Hälfte an der Kaufsumme beteiligte und dafür die ideelle Hälfte an den Gebieten erhielt. Damit wurde das bis 1583 währende hessisch-hennebergische Kondominium über die Herrschaft Schmalkalden, die Vogtei Herrenbreitungen, die halbe Festung Scharfenburg und die halbe Zent Benshausen begründet.
In der Folgezeit kam es zwischen der Landgrafschaft Hessen und der Grafschaft Henneberg-Schleusingen mehrfach zu Streitigkeiten über die Verwaltung im Kondominat. Ein weiterer Streitpunkt waren die weit entfernt liegenden hennebergischen Lehensstücke um Schloss Dornberg und Groß-Gerau bei Darmstadt, welche an die Grafen von Katzenelnbogen verlehnt waren. Der Streit begann, als nach dem Tod des letzten Grafen von Katzenelnbogen im Jahr 1479 sein Land über die Erbtochter Anna von Katzenelnbogen an deren Mann, den Landgrafen Heinrich III. von Hessen kam und dieser sich nicht verpflichtet fühlte, die de jure nun an Henneberg heimgefallenen Lehen Dornberg und Groß-Gerau wieder von Henneberg als Lehen zu empfangen, und sie einfach als Allod in Besitz nahm.

### Der Kasimirische Vertrag
Nach heftigen Streitigkeiten um Erhebung des Weinzolls von hessischer Seite im gemeinschaftlich verwalteten Gebiet um Schmalkalden wurde am 10. April 1521 in Worms unter Vermittlung von Markgraf Kasimir von Brandenburg-Kulmbach der „Kasimirische Vertrag“ zwischen dem Landgrafen Philipp dem Großmütigen von Hessen und dem Grafen Graf Wilhelm VI. von Henneberg-Schleusingen abgeschlossen.
Dieser besagte, dass die Grafschaft Henneberg-Schleusingen auf ihre Lehnsansprüche auf Schloss Dornberg und das benachbarte Groß-Gerau zu Gunsten Hessens verzichtet und im Falle des Aussterbens eines der beiden Fürstenhäuser das verbleibende die anfallende Hälfte von Stadt und Amt Schmalkalden erhalten solle. Im Falle des Aussterbens des Hauses Hessen fallen Groß-Gerau und Dornberg auch wieder an Henneberg. Dagegen darf der Landgraf die streitigen Zölle in den gemeinsamen Gebieten nur noch bis Michaelis 1521 erheben, außerdem tritt er ein Viertel seines Besitzes zu Barchfeld und ein Viertel der Lehnschaft zu Solz an Henneberg ab.

### Weitere Verträge
Dem Kasimirischen Vertrag folgten 1527 ein Vertrag über die Annahme der Appellation und der Ausübung des Patronatsrechts seitens Hessen über die Stadt und das Amt Schmalkalden. 1531 einigte man sich über die Erhebung der Landessteuern in den gemeinsam verwalteten Gebieten. 1567 wurde der Burgfriede über Schmalkalden, Scharfenburg und Barchfeld erneuert. Weiterhin wurden Bestimmungen über die zu leistende Erbhuldigung in Stadt und Gericht Schmalkalden und den drei Ämtern Herrenbreitungen, Benshausen, Brotterode und der Gemeinde Barchfeld getroffen.
Der Kasimirische Vertrag erhielt 1573 nochmal eine Ergänzung und Aktualisierung. Als dessen Folge vereinigten Hessen-Kassel, welches 1567 aus der Teilung der Landgrafschaft Hessen entstanden war, und Henneberg-Schleusingen ihre Verwaltungen im gemeinsamen Herrschaftsgebiet.

### Eintreten des Vertragsfalles im Jahr 1583
Im Jahre 1583 lag der letzte Graf von Henneberg, Georg Ernst, im Sterben. Zwischen den Erben, den Landgrafen von Hessen-Kassel, sowie den ernestinischen Herzögen von Sachsen brach ein Streit um das hennebergische Gebiet aus, da sich die Ernestiner im Jahr 1554 mit dem Kahlaer Vertrag im Falle des Aussterbens der Henneberger die Anwartschaft auf den gesamten hennebergischen Alleinbesitz gesichert hatten.
Ein Streitpunkt war, dass die Vogtei Herrenbreitungen kein Bestandteil des „Kasimirischen Vertrages“ von 1521 war, sich jedoch seit 1360 im Teilbesitz der Landgrafschaft Hessen befand.
Der Streit konnte mit dem Abschluss des Salzunger Vertrages im Jahr 1583 beseitigt werden, wodurch die Vogtei Herrenbreitungen dem Haus Hessen-Kassel zugesprochen wurde.
Kurz darauf starb Georg Ernst von Henneberg und die Vereinbarungen des Kasimirischen und Salzunger Vertrags traten in Kraft. Seitdem gehörten Stadt und Amt Schmalkalden, sowie die Ämter Herrenbreitungen, Brotterode und die Hälfte von Benshausen, sowie der Ort Barchfeld zur vollständig hessischen Herrschaft Schmalkalden.